# Euceros croceus
Euceros croceus är en stekelart som beskrevs av Barron 1978. Euceros croceus ingår i släktet Euceros och familjen brokparasitsteklar. Inga underarter finns listade i Catalogue of Life.